# Tradicampo Eco Country Houses
Tradicampo Eco Country Houses é uma empresa que tem por objeto social a prestação de serviços temporários de hospedagem, de animação turística e de turismo rural. A Tradicampo disponibiliza casas rurais, no concelho de Nordeste, classificadas como “Casas de Campo”, no âmbito do Turismo em Espaço Rural, recuperadas com recurso a materiais tradicionais. Oferece um conjunto de serviços, através de meios próprios, ou de parcerias com outras empresas que atuam no setor.

## Localização
Os empreendimentos localizam-se nas freguesias rurais de Algarvia e de São Pedro de Nordestinho, ambas pertencentes ao concelho de Nordeste, na ilha de S. Miguel, Açores.
O território deste concelho em conjunto com o de Povoação a sul preservaram, ao longo do tempo, tradições e património, cultura e recursos naturais únicos, como o Priolo (ave que existe apenas neste território) e a floresta laurissilva (tesouro vivo do arquipélago). Foi esta situação que permitiu em 2011/2012 apresentar uma candidatura à Carta Europeia do Turismo Sustentável (CETS) que é uma ferramenta desenhada, avaliada e certificada pela Federação EUROPARC, que pretende defender um turismo que concilie e integre os aspetos ambientais, culturais e sociais com o desenvolvimento económico nas áreas protegidas, promovendo assim o desenvolvimento sustentável, respondendo às necessidades das gerações presentes, sem comprometer as das gerações futuras.
A candidatura foi aprovada em outubro de 2012, tomando a designação de Terras do Priolo, tendo quase metade do seu território inserido no Parque Natural de Ilha de São Miguel.

## História
Tradicampo Casas de Campo, Lda. foi criada a 10 de abril de 2008 e dispõe atualmente de três Casas (4 unidades de alojamento), classificadas como Casas de Campo no âmbito da legislação em vigor para o Turismo em Espaço Rural:
- Tradicampo - Casa da Fonte
- Tradicampo - Casas do Pátio
- Tradicampo - Casa da Talha

Na recuperação das Casas houve a intenção expressa de reabilitar a arquitetura existente, através da reposição das volumetrias originais com recurso ao uso de materiais e técnicas tradicionais, para além de terem sido introduzidas novas construções que visaram melhorar as suas condições de habitabilidade. As intervenções nestes novos volumes caracterizam-se por claras opções estéticas de cariz contemporâneo.
Nos terrenos envolventes criaram-se zonas ajardinadas, que permitem a fruição da paisagem e da tranquilidade transmitida pelos meios rurais. Os jardins dispõem de um misto de plantas ornamentais, algumas delas endémicas, e de árvores de fruta, tipicamente usadas nos quintais das casas rurais Açoreanas.
Desde 2012 a Tradicampo tem visto reconhecidas as suas práticas ambientais pela atribuição do galardão Green Key, destinado a destacar operações sustentáveis e responsáveis na indústria do turismo.

### Cronologia
- 2008: É fundada a Tradicampo.
- 2016: Pelo 5º ano consecutivo é atribuído o galardão ambiental Green Key.

## As Casas
Tradicampo Eco Country Houses, designação comercial da empresa, são recomendadas em vários guias e revistas de viagens, como o Pétit Futée e o Géopleinair.

### Tradicampo Casa da Fonte
Situada na Algarvia, no coração do município de Nordeste, ilha de São Miguel, Açores, a Casa da Fonte, classificada como turismo rural, remonta ao século XVIII. As obras de restauro e de adaptação começaram em 2009, mantendo a sua arquitetura original.
O interior desta casa é marcado pelo seu elevado pé direito, pelas paredes de pedra de basalto irregulares e pelo forno a lenha tradicional. O passado e o presente fundem-se nesta casa de campo, onde coexiste mobiliário antigo restaurado com peças modernas. Esta casa é composta por um quarto de cama, uma sala de estar, equipada com uma salamandra, uma cozinha moderna e uma casa de banho.

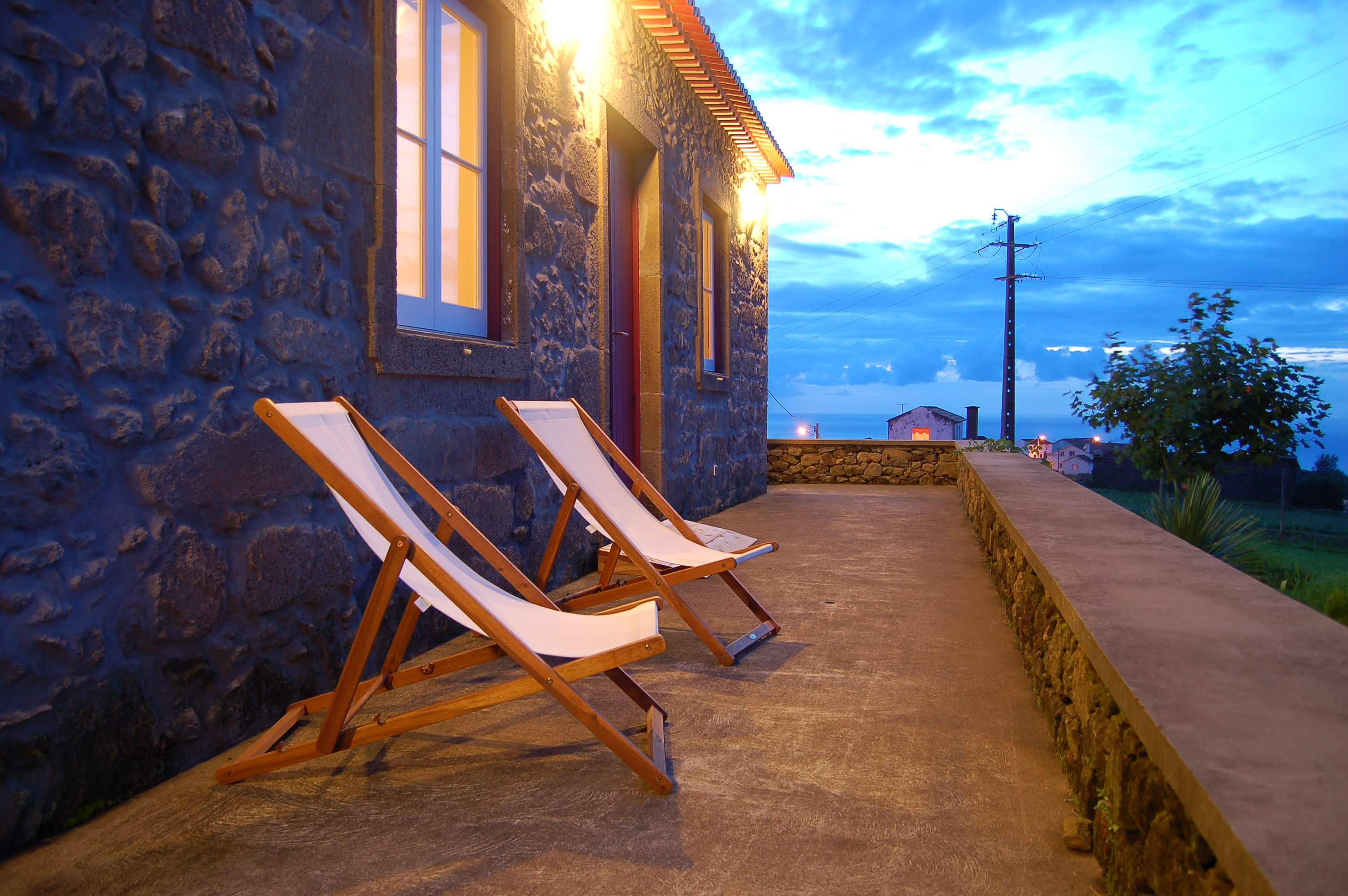
Anoitecer.
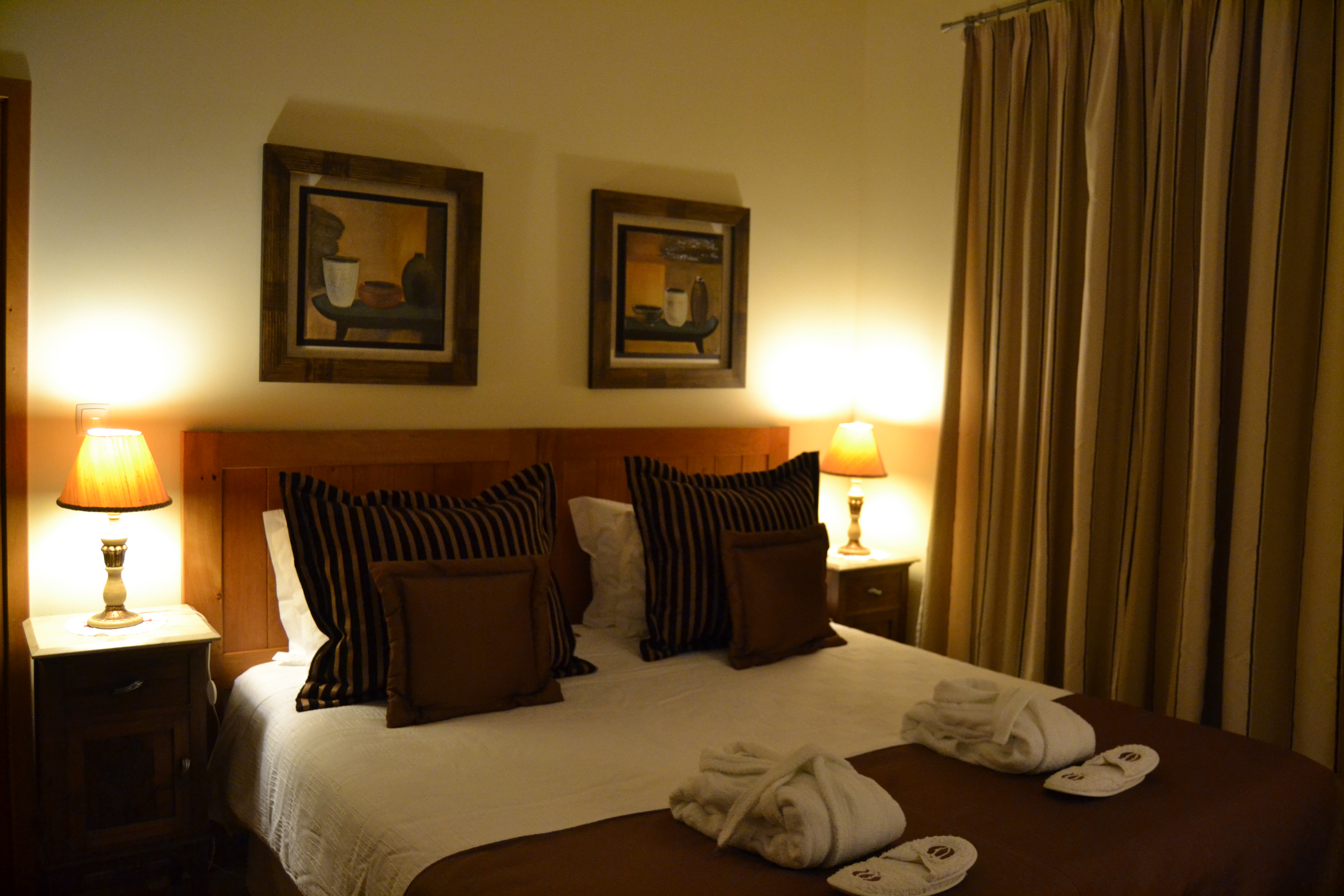
Dormitório.
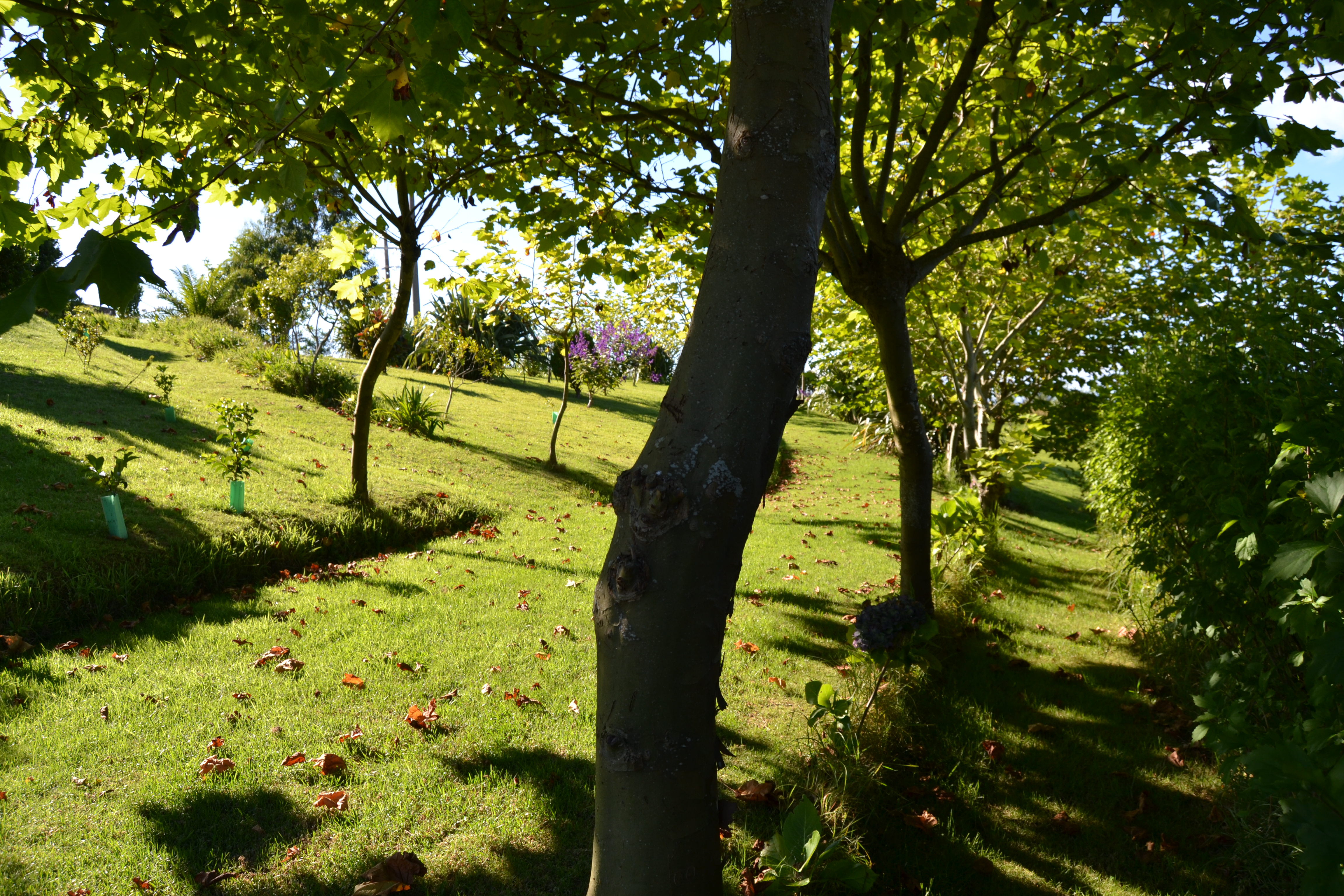
Jardim.
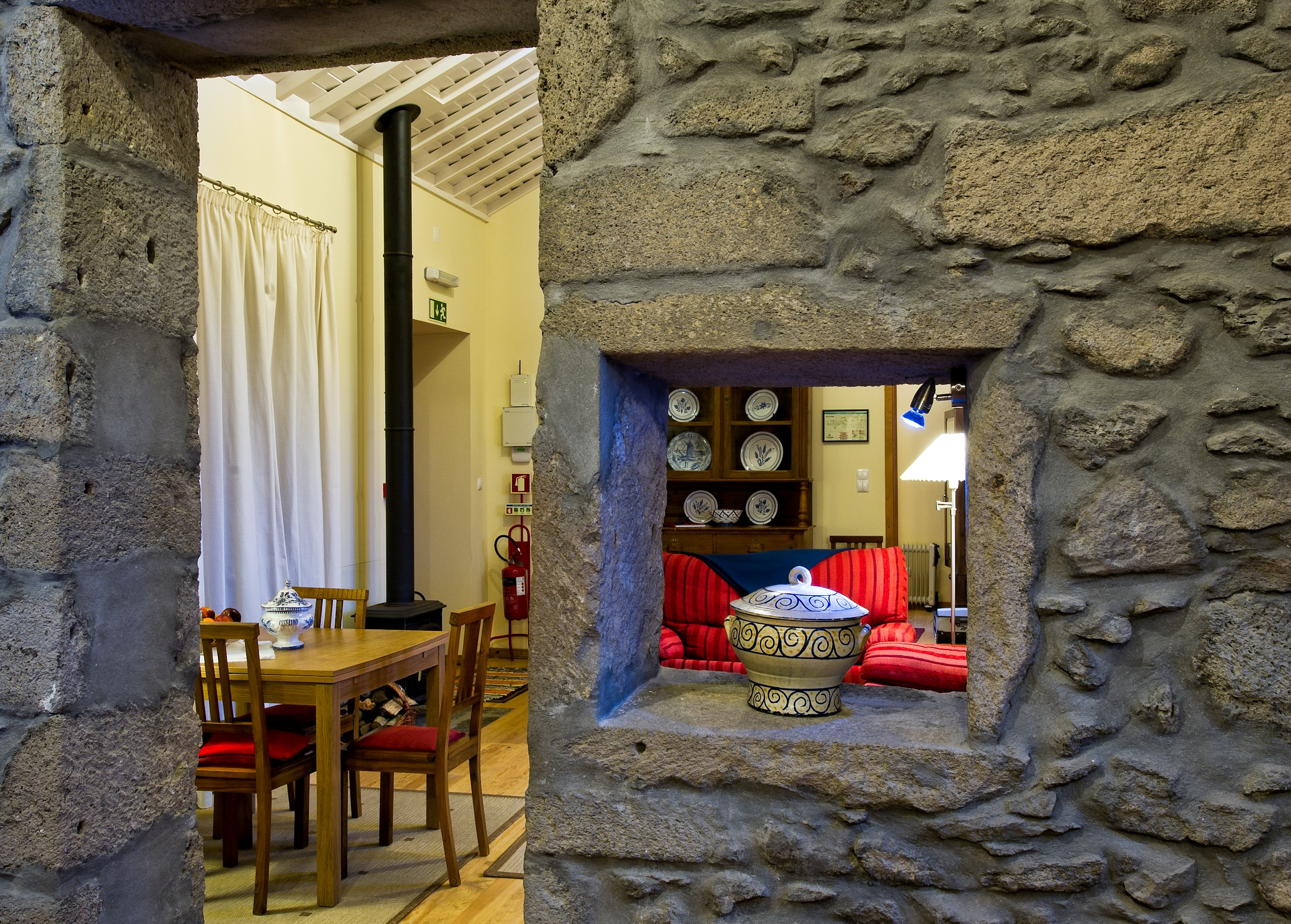
Sala de estar.
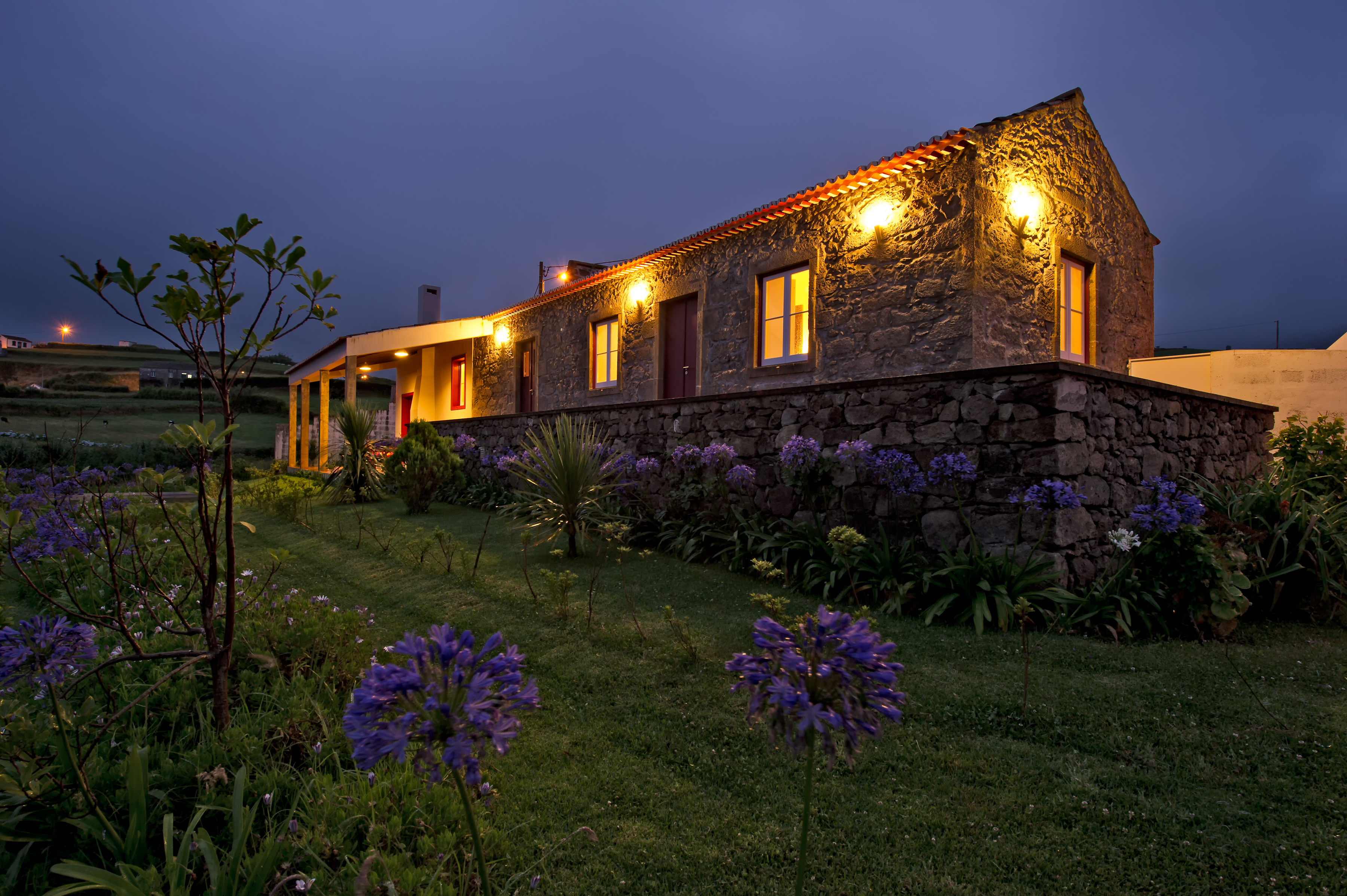
Vista geral.

### Tradicampo Casas do Pátio
Este conjunto de casas rurais, classificado como casa de campo, é composto por dois edifícios construídos em pedra e situa-se na freguesia rural de S. Pedro de Nordestinho, na metade oriental do concelho de Nordeste, ilha de S. Miguel, Açores. É composta por uma casa principal onde residiam os antigos proprietários (A Casa do Tanque) e por um antigo anexo agrícola, integralmente recuperado e adaptado a habitação (A Arribana). O conjunto está inserido num terreno com cerca de 1500 m2, totalmente ajardinado e vedado.
No exterior encontra-se um alpendre com churrasqueira, uma piscina, um jardim,  um campo de croquet e um parque de estacionamento privado, tendo todo o espaço vistas para o mar e montanha.

#### Tradicampo Casas do Pátio (Casa do Tanque)
A Casa do Tanque é composta por dois quartos de cama duplos, cozinha/sala de estar com salamandra e com forno de lenha tradicional e quarto de banho completo.

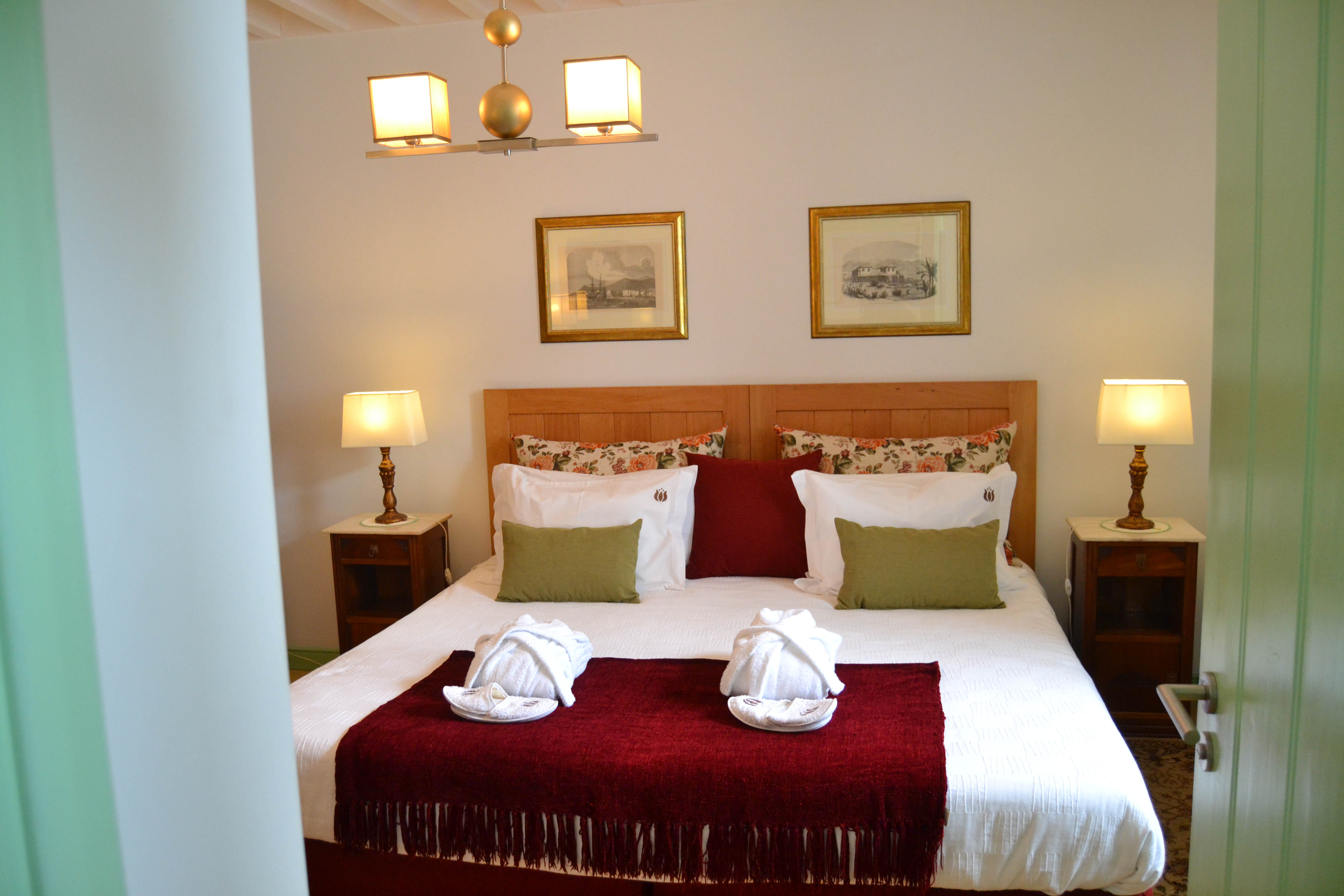
Dormitório.
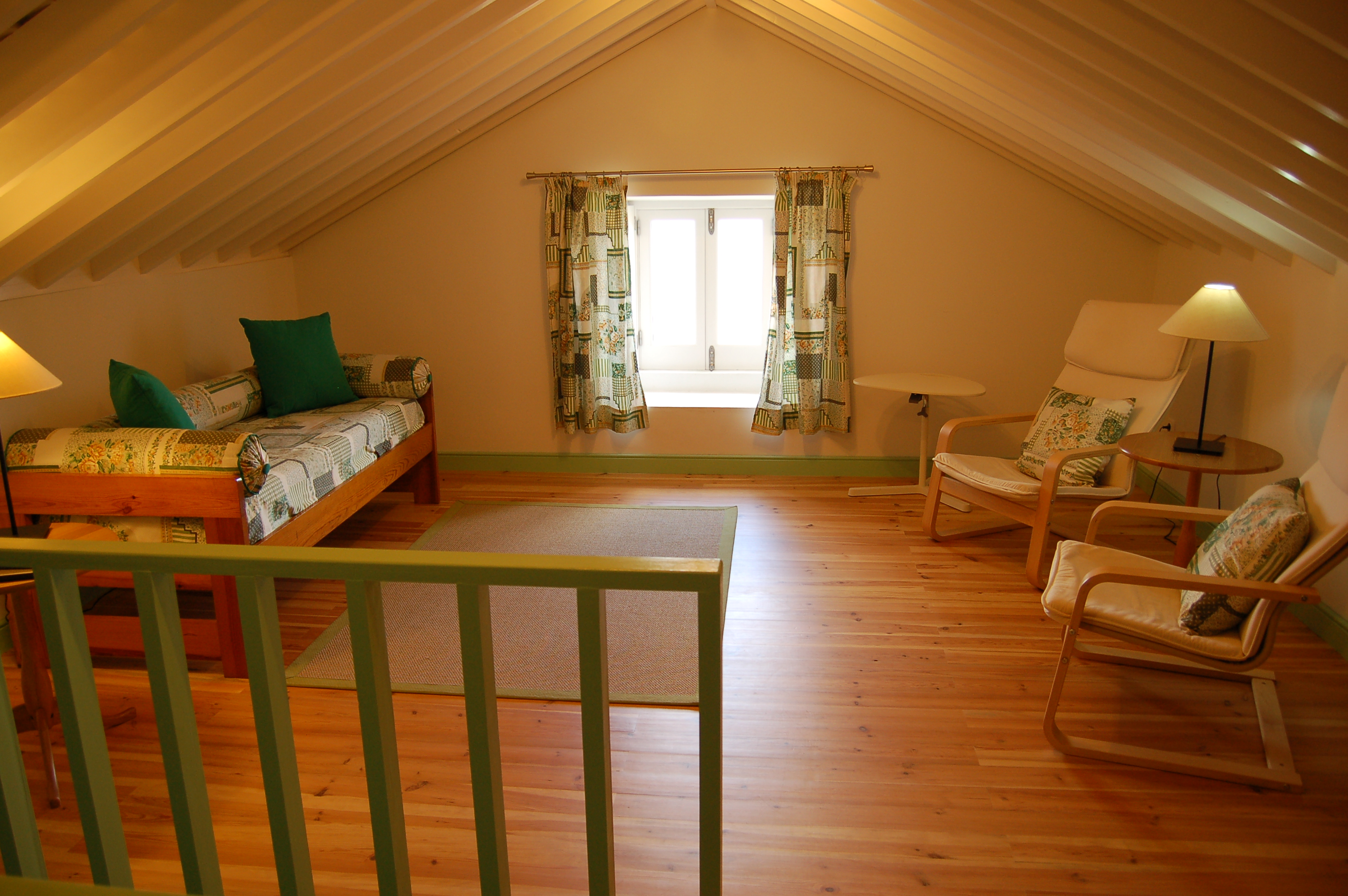
Sala de estar (1º piso).
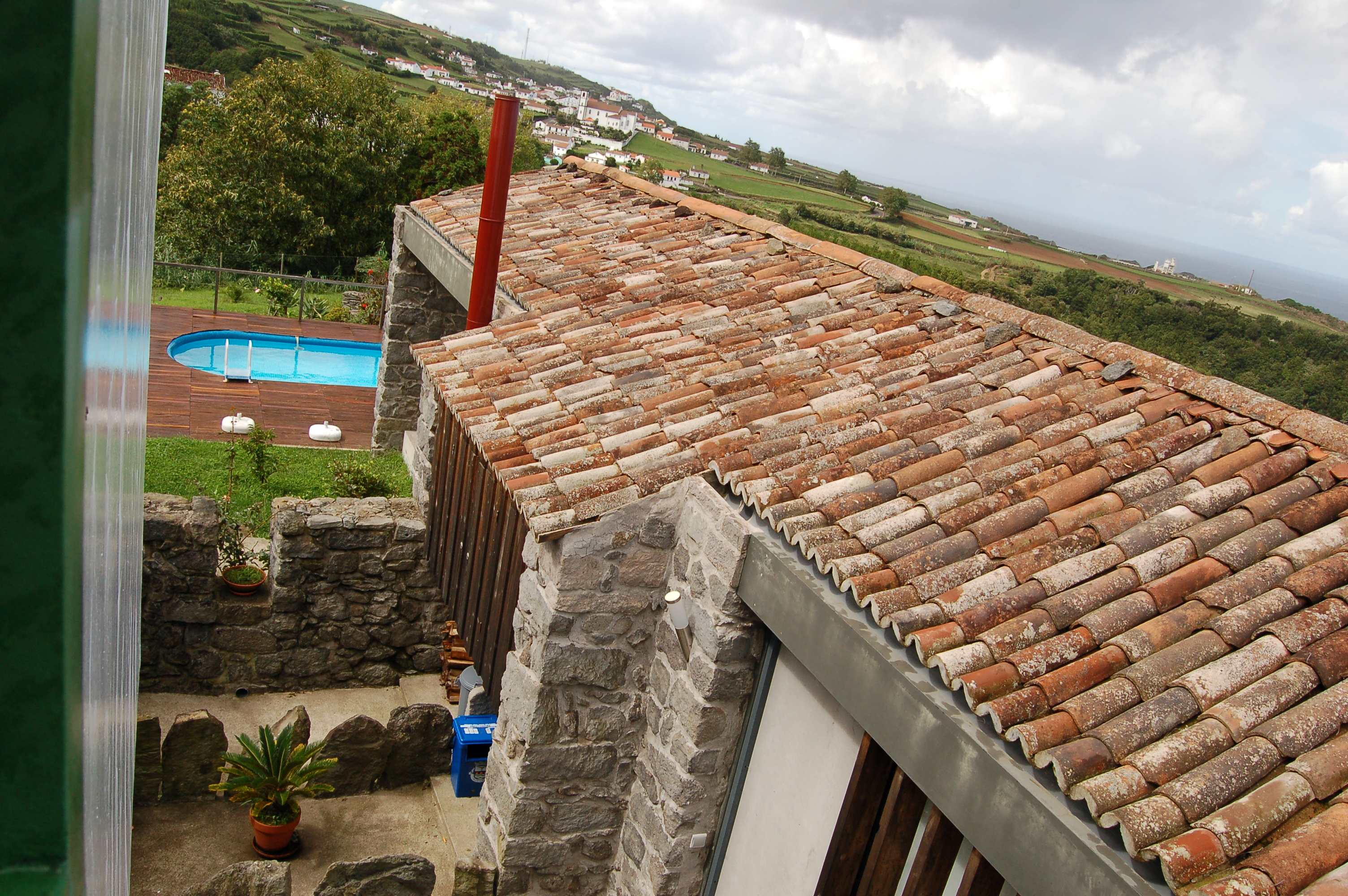
Vista de janela (1º piso).
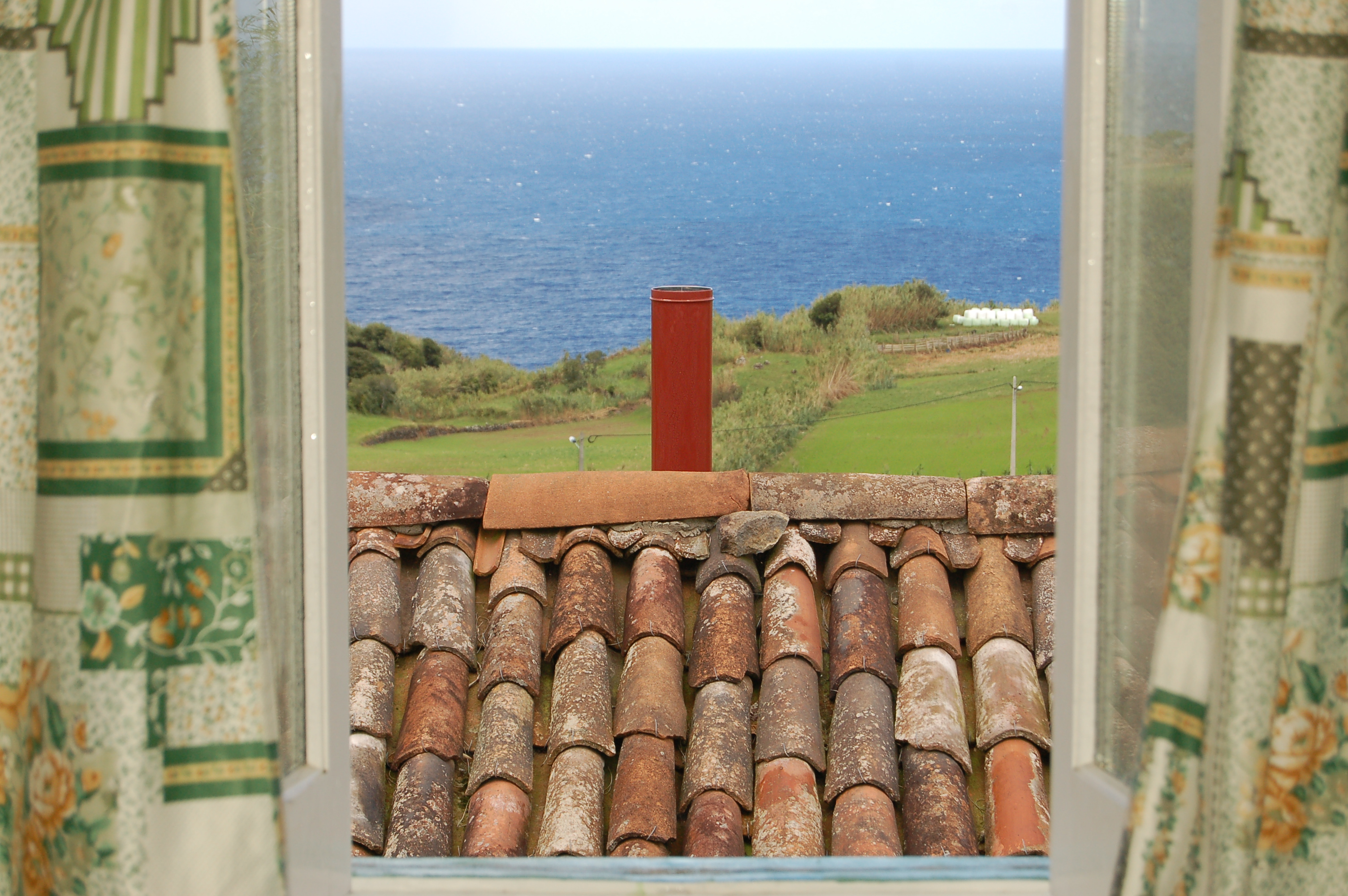
Vista do mar (1º piso).
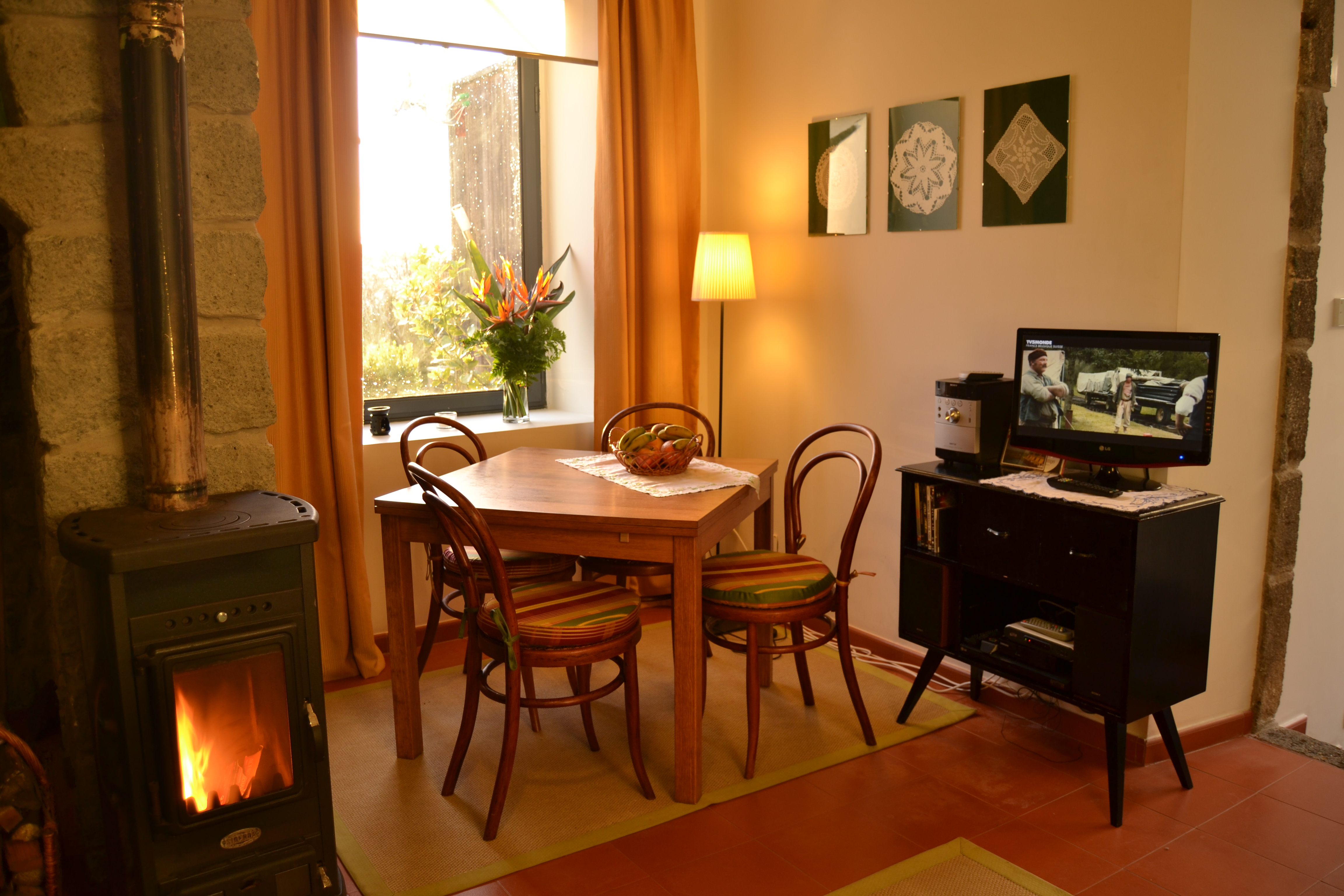
Zona de jantar.

#### Tradicampo Casas do Pátio (A Arribana)
A Arribana é composta por um quarto de cama duplo, cozinha/sala de estar com salamandra e quarto de banho completo.

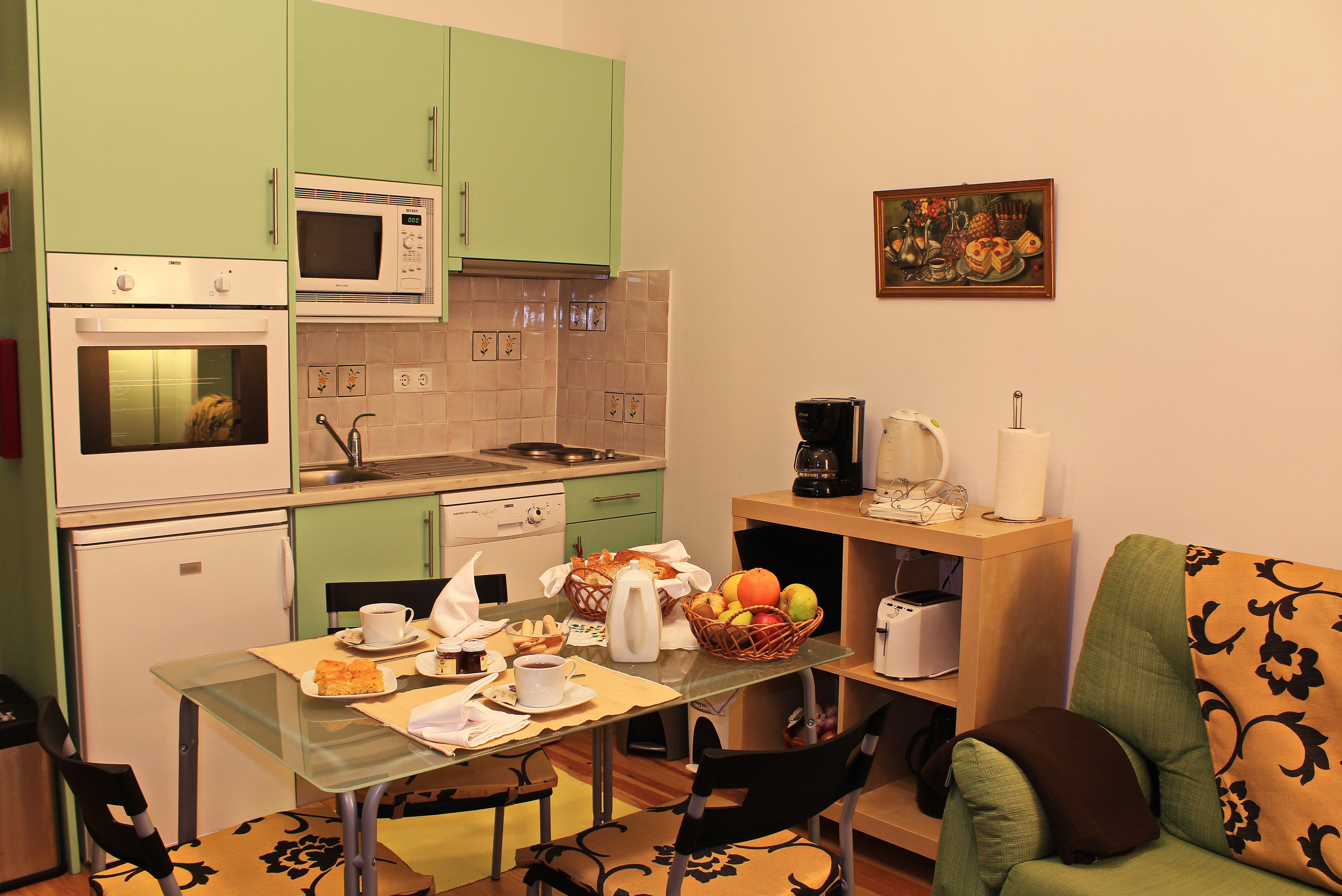
Cozinha.
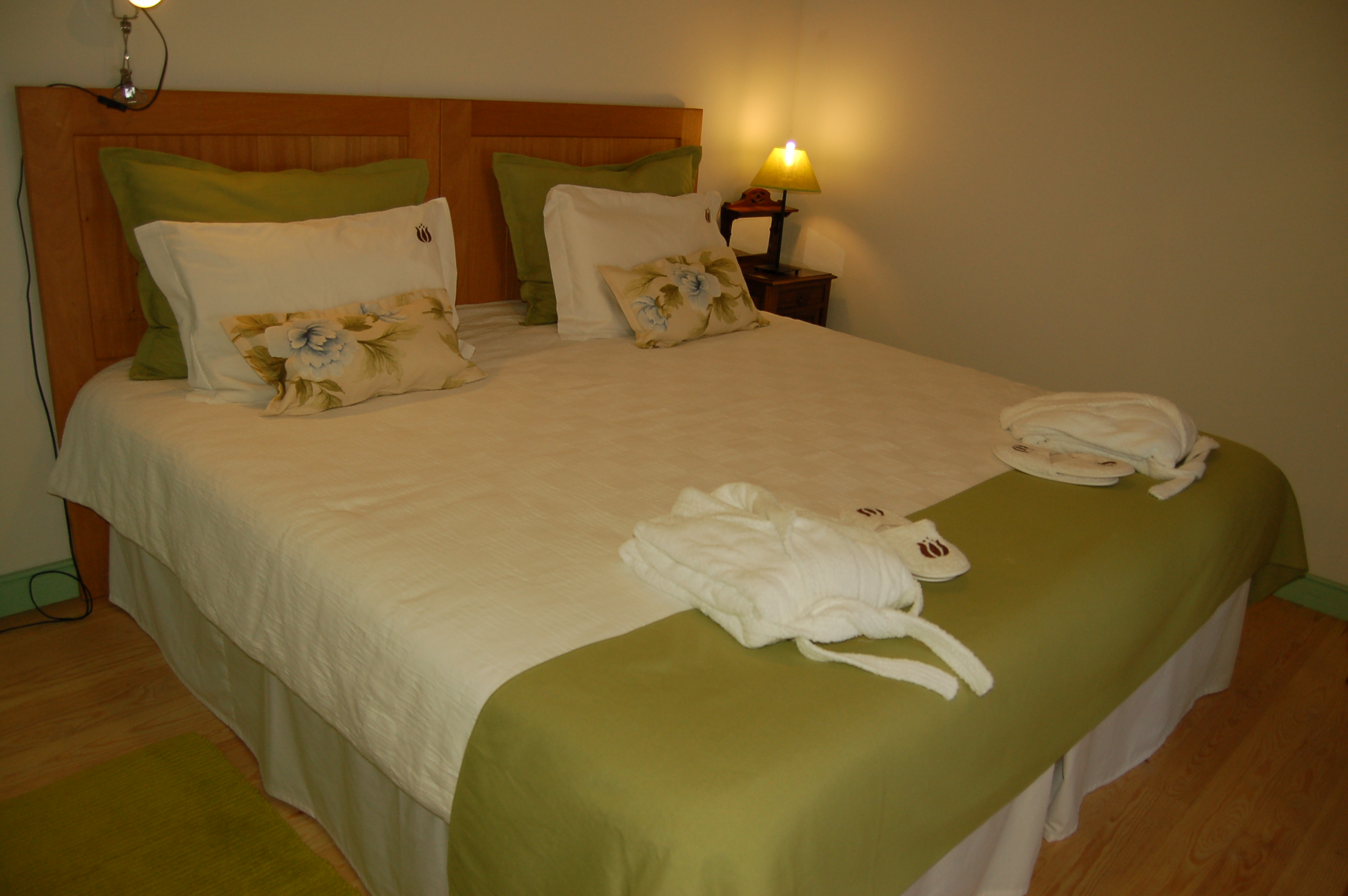
Dormitório.
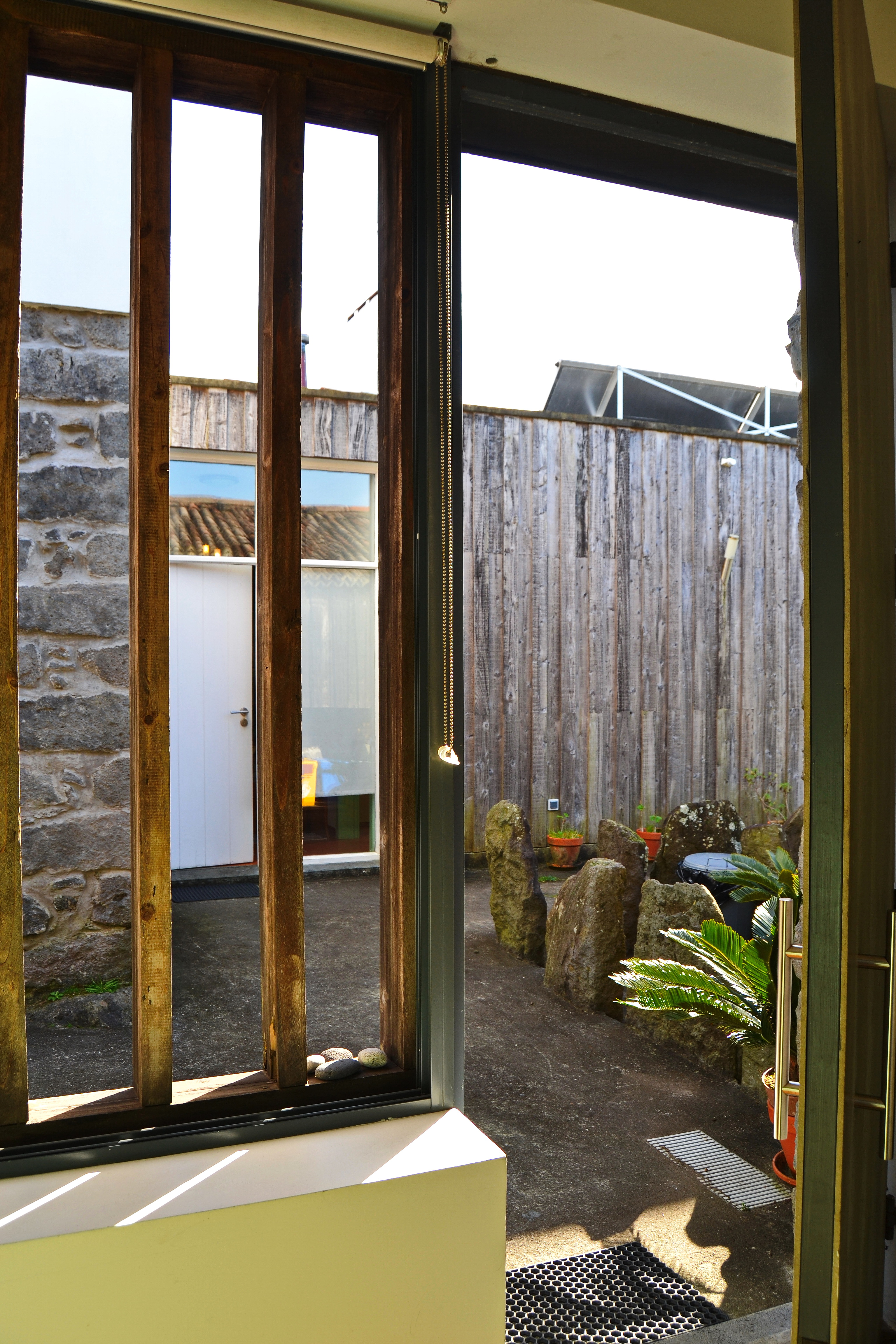
Porta exterior.
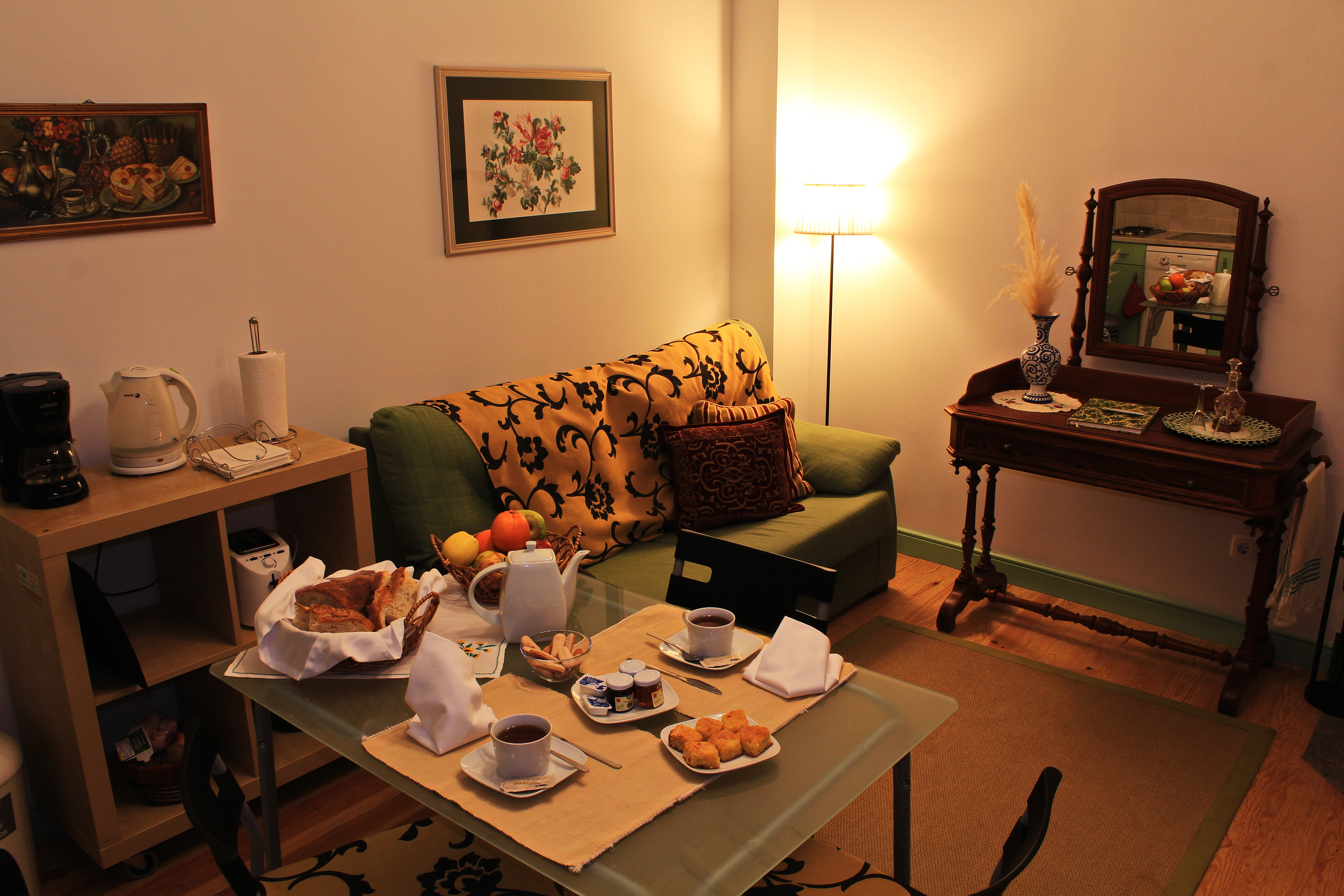
Sala de estar.
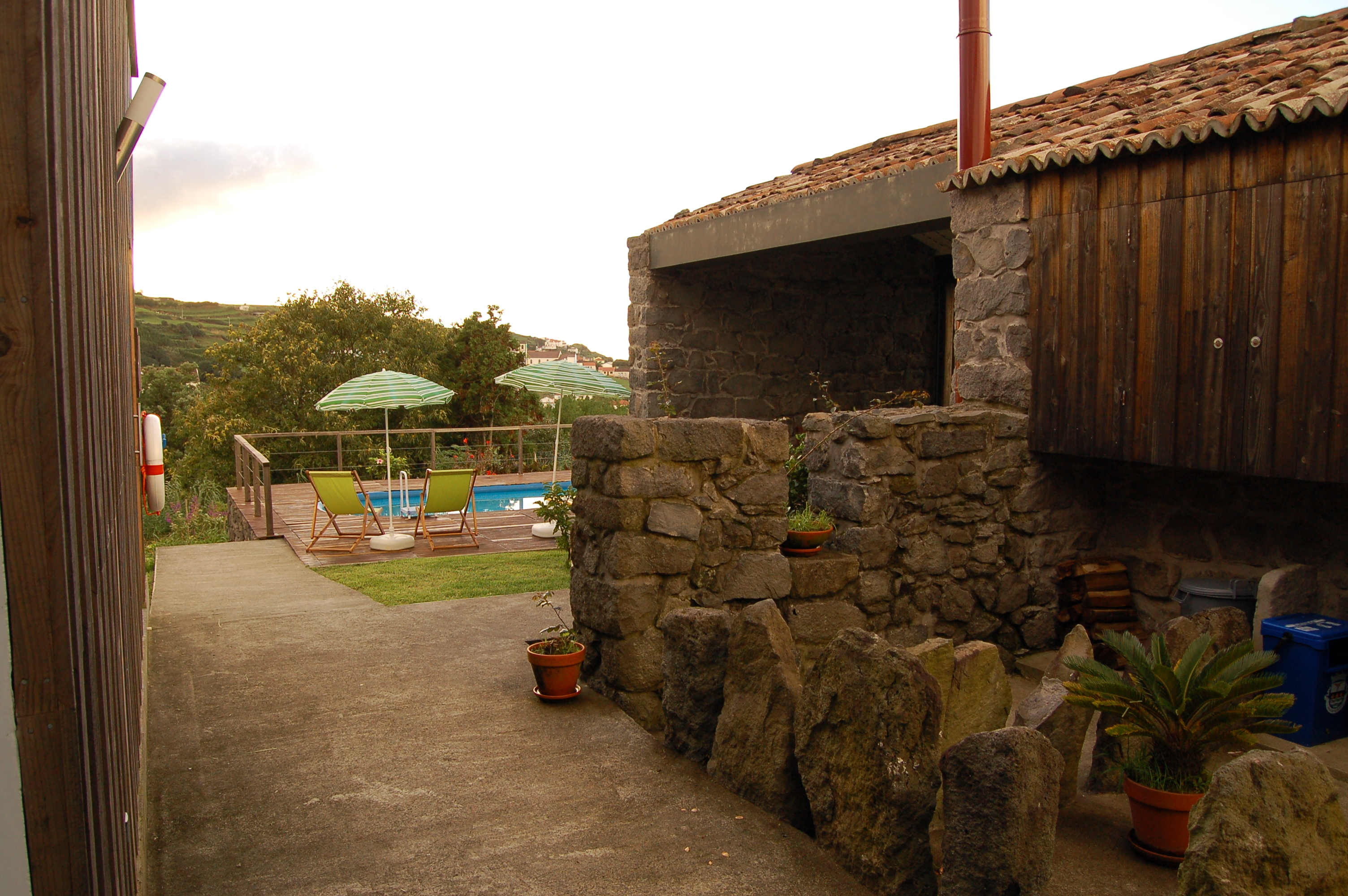
Vista geral.

### Tradicampo Casa da Talha
Esta unidade de Turismo em Espaço Rural, classificada como casa de campo, situa-se na freguesia de S. Pedro de Nordestinho, na metade oriental do concelho de Nordeste, ilha de S. Miguel, Açores. É uma antiga casa rural recuperada que foi ampliada e adaptada à vida moderna. Está inserida num terreno de 650 m2, totalmente ajardinado e vedado.
Esta casa é composta por um quarto de cama duplo, sala de estar com salamandra, cozinha com forno de lenha tradicional e quarto de banho completo. No exterior desta casa encontra-se um alpendre com churrasqueira e um jardim.

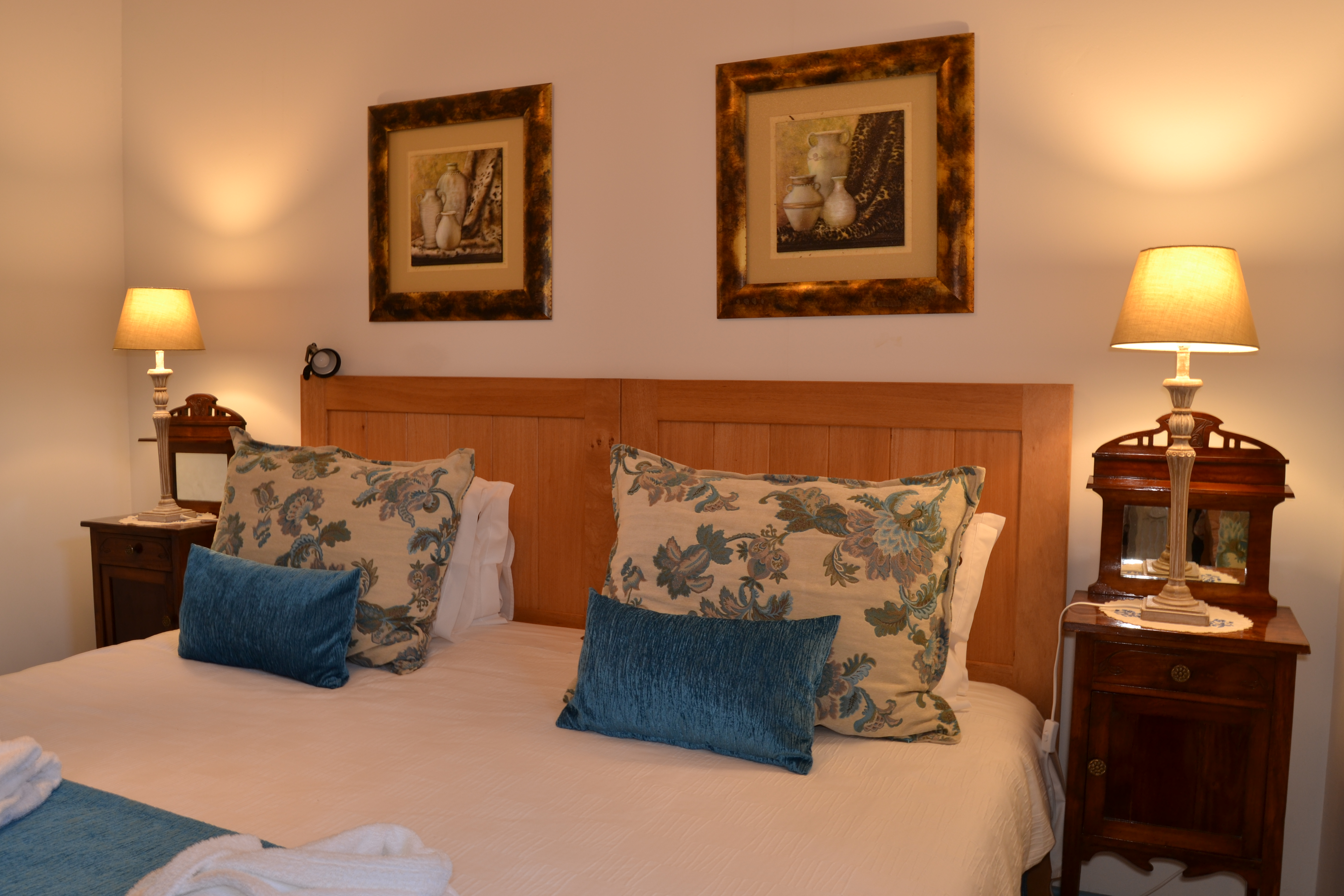
Dormitório.
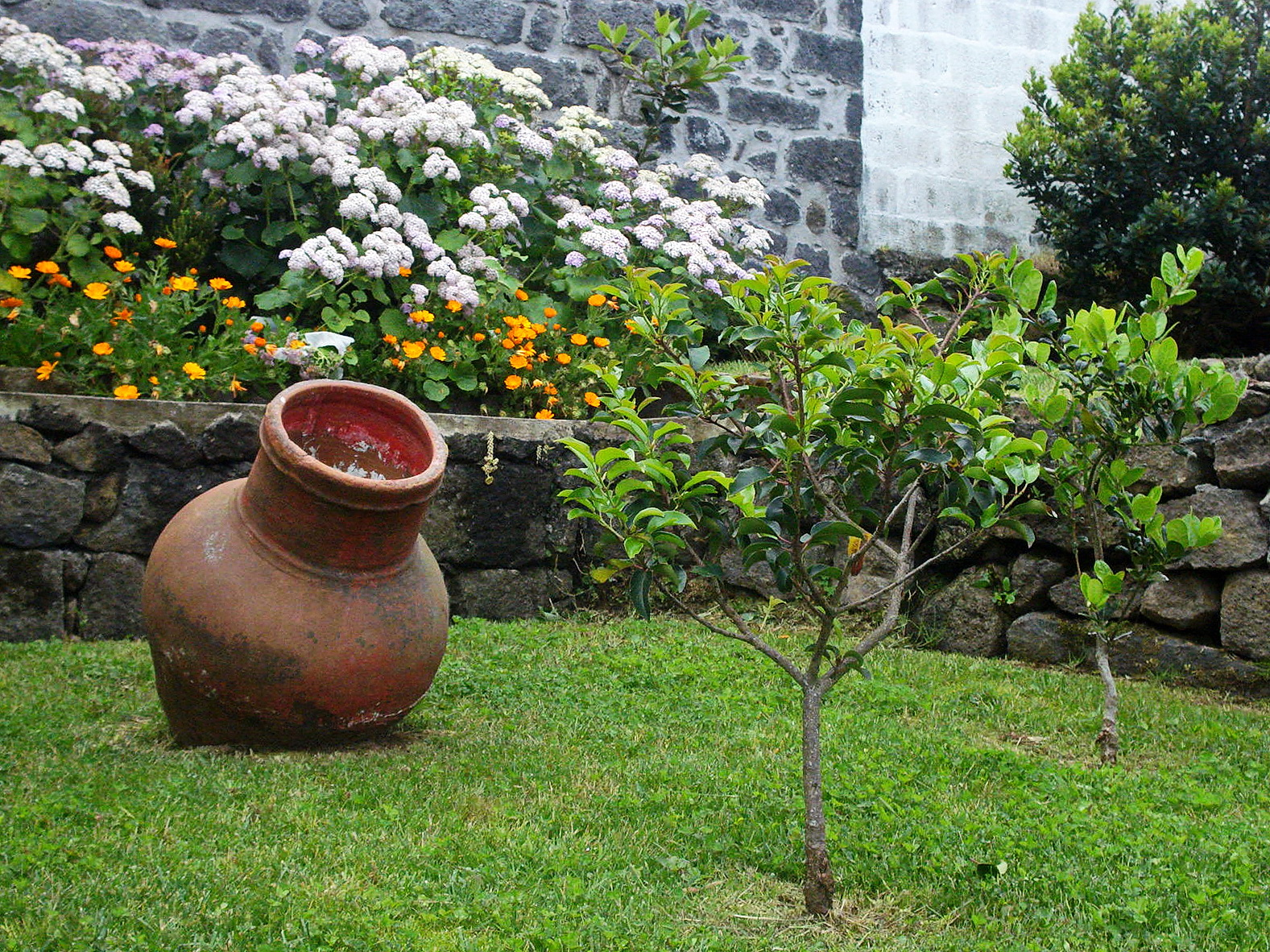
Jardim.
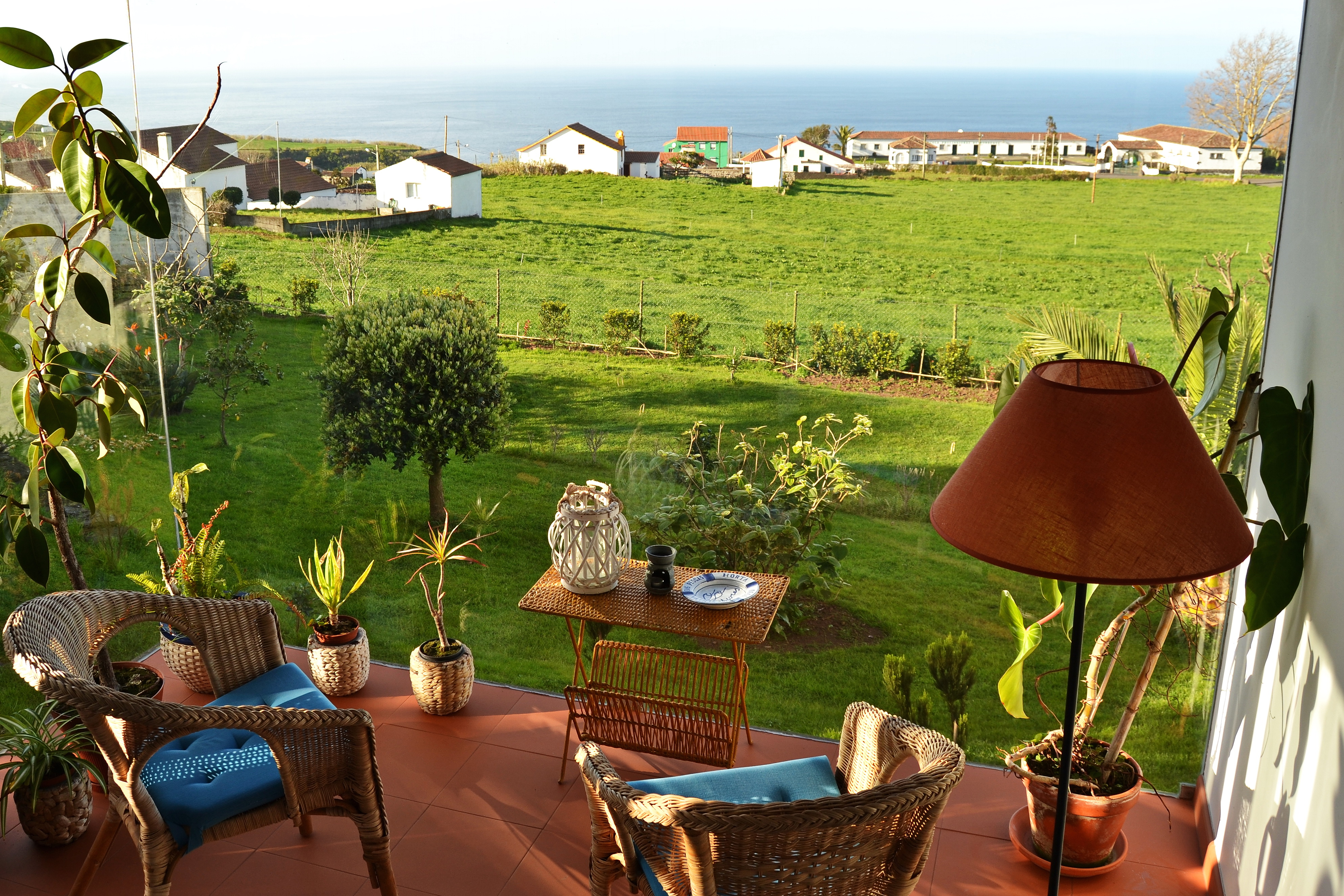
Varanda.
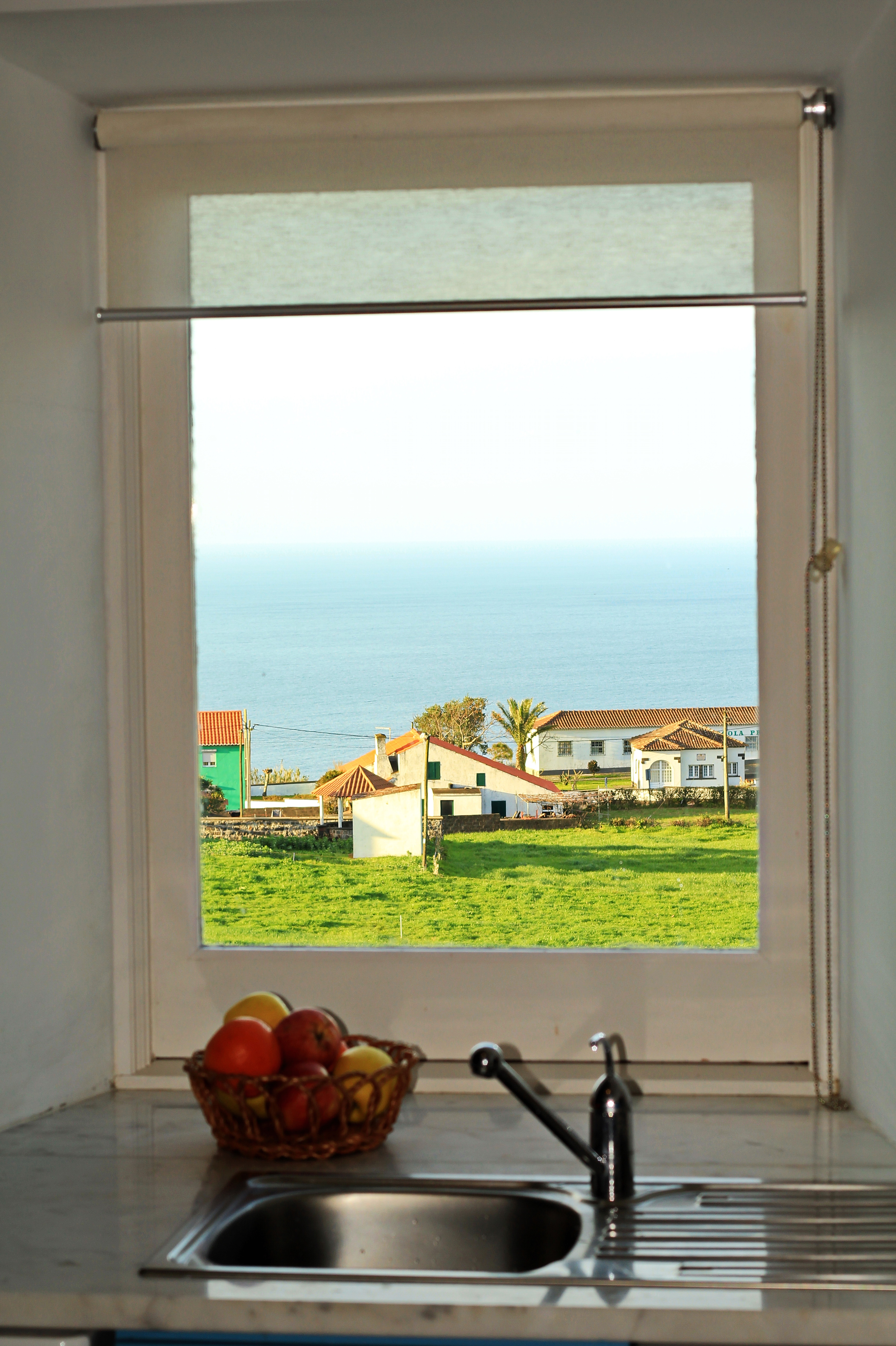
Vista do mar.
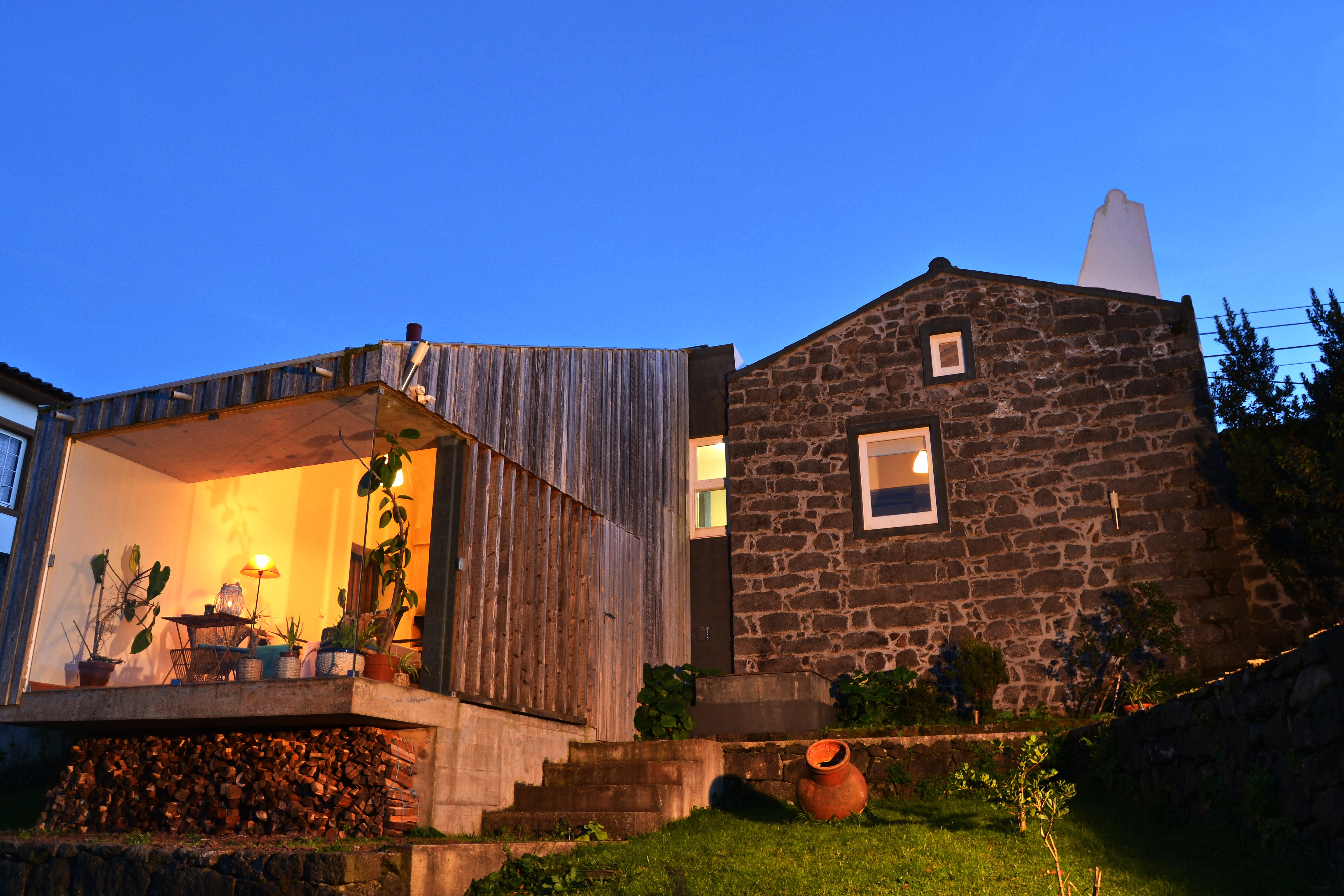
Vista geral.

## Caraterísticas
As casas estão equipadas com televisão por satélite, leitor de DVD, equipamento de som Hi-Fi, internet Wi-Fi, uma pequena biblioteca, jogos sociais, bicicletas, campo de croquet, jardins vedados, estacionamento privativo com portão elétrico e alpendres com churrasqueira, com vista para o mar e para a montanha.

## Outros serviços
A Tradicampo oferece um conjunto de serviços, através de meios próprios, ou de parcerias com outras empresas que atuam no setor. Percursos pedestres, observação de aves, observação de cetáceos, os passeios em jipe todo-o-terreno e a confeção de refeições em forno tradicional de lenha.
- Canoagem;
- Passeios de bicicleta;
- Rent a car;
- Refeições tradicionais;
- Observação de aves;
- Observação de cetáceos e vida marinha;
- Passeios em viatura TT;
- Passeios pedestres.